# Syzygium corynocarpum
Syzygium corynocarpum är en myrtenväxtart som först beskrevs av Asa Gray, och fick sitt nu gällande namn av Carl Müller. Syzygium corynocarpum ingår i släktet Syzygium och familjen myrtenväxter. Inga underarter finns listade i Catalogue of Life.